# Placekicker

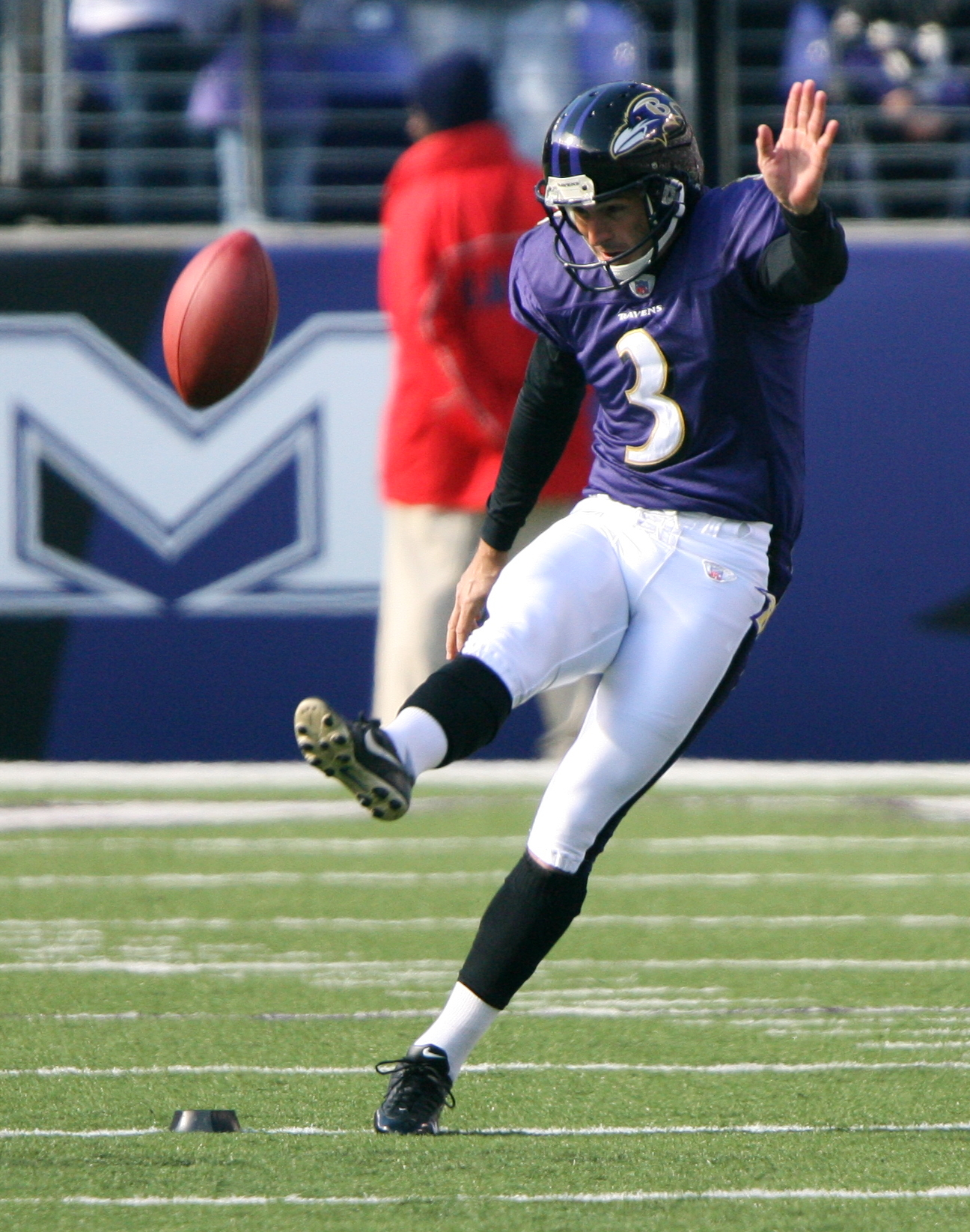
Matt Stover (tu w barwach Baltimore Ravens) wykonujący wykop

Placekicker (kicker), kopacz – zawodnik formacji specjalnej drużyny futbolu amerykańskiego i kanadyjskiego.
Kopacz jest odpowiedzialny za wykonywanie wykopów rozpoczynających połowy, kopów na bramkę i podwyższeń po udanych przyłożeniach.
Kopacz, w przeciwieństwie do puntera, kopie piłkę z ziemi: przytrzymywaną przez partnera nazwanego holderem z drużyny lub umieszczoną na plastykowej podstawce.
Jedyny Polak grający w NFL Sebastian Janikowski (Seattle Seahawks) gra na tej właśnie pozycji.
Do lat 60. XX wieku piłkę uderzano wyłącznie czubem buta, a rozbieg brano prostopadle do linii końcowej boiska. Wraz ze wzrostem popularności piłki nożnej w Stanach Zjednoczonych, zaczęto coraz częściej używać dużo efektywniejszego, jak się okazało, stylu piłkarskiego, czyli uderzenia wewnętrzną częścią stopy, który obecnie całkowicie wyparł kopnięcie "z czuba".
Ostatnim uznanym graczem NFL kopiąjącym starym stylem był Mark Moseley, który zakończył karierę w 1986 roku osiągając 65,6% skuteczności. Dla porównania, w NFL w sezonie 2011, kopacz sklasyfikowany na ostatnim miejscu w rankingu skuteczności strzałów na bramkę uzyskał 66,7% celności.
Współrekordzistą NFL w najdłuższym field goalu (63 jardy) jest kopiący starym stylem Tom Dempsey (ustanowił rekord w 1970 roku), który urodził się bez palców u prawej stopy i do wykonywania uderzeń używał specjalnego, spłaszczonego na przedzie buta.
Sebastian Janikowski, wielokrotny rekordzista NFL, do 18. roku życia uprawiał piłkę nożną, mając za sobą występy w juniorskiej reprezentacji Polski. Podobnie jeden z najwybitniejszych kickerów w historii ligi Duńczyk Morten Andersen, do którego należy, poza kilkudziesięcioma innymi, rekord w liczbie rozegranych w NFL meczów (382), liczbie celnych field goali (565), a także liczbie punktów (2544).